# スポーツ社会学
スポーツ社会学（スポーツしゃかいがく、英:Sociology of sport, Sports sociology）は、スポーツを社会現象と捉えて研究する社会学の一領域である。視点は幅広く、プロフェッショナルとアマチュア、トップスポーツと大衆スポーツ、選手と観客やメディア、男性と女性、スポーツと遊びのように、二分法的な研究も多い。

## 歴史
スポーツ研究の出現は、19世紀末からである。当時はまだスポーツ社会学ではなく社会心理学の領域であった。この頃からスポーツは、国民の健康や教育、レジャーと関連をもつだけでなく、経済や政治とも関係をもつようになったため、その社会的側面の研究が重要になった。スポーツ社会学の古典としては、1930年代のオランダでヨハン・ホイジンガによって書かれた『ホモ・ルーデンス』や、ノルベルト・エリアスの『文明化の過程』が挙げられる。
北米スポーツ社会学会が1978年に、日本スポーツ社会学会が1991年に設立されるなど、組織化も進んだ。